# علي الحمادي (لاعب كرة قدم إماراتي)
علي الحمادي (مواليد 27 يونيو 1987، لاعب كرة قدم إماراتي يجيد اللعب في الوسط لعب سابقاً مع نادي الظفرة في دوري الخليج العربي الإماراتي .

## روابط خارجية
- علي الحمادي على موقع Soccerway.com (الإنجليزية)